# Fußball-Weltmeisterschaft 1962/Chile
Dieser Artikel behandelt die chilenische Fußballnationalmannschaft bei der Fußball-Weltmeisterschaft 1962.

## Qualifikation
Als Gastgeber war Chile automatisch qualifiziert.

## Chilenisches Aufgebot
| Nummer / Name | Nummer / Name      | Damaliger Verein        | Geburtstag | Länderspiele |
| Torhüter      | Torhüter           | Torhüter                | Torhüter   | Torhüter     |
| ------------- | ------------------ | ----------------------- | ---------- | ------------ |
| 1             | Misael Escuti      | Colo Colo               | 20.12.1926 |              |
| 12            | Adán Godoy         | Universidad de Chile    | 26.11.1936 |              |
| 22            | Manuel Astorga     | Universidad de Chile    | 15.05.1937 |              |
| Abwehr        |                    |                         |            |              |
| 2             | Luis Eyzaguirre    | Universidad de Chile    | 22.06.1939 |              |
| 3             | Raúl Sánchez       | CD Santiago Wanderers   | 26.10.1933 |              |
| 4             | Sergio Navarro     | Universidad de Chile    | 20.11.1936 |              |
| 5             | Carlos Contreras   | Universidad de Chile    | 07.10.1938 |              |
| 13            | Sergio Valdés      | Universidad Católica    | 11.05.1933 |              |
| 14            | Hugo Lepe          | Universidad de Chile    | 14.04.1940 |              |
| 15            | Manuel Rodríguez   | Unión Española          | 18.01.1938 |              |
| 16            | Humberto Cruz      | Santiago Morning        | 08.12.1939 |              |
| Mittelfeld    |                    |                         |            |              |
| 6             | Eladio Rojas       | Everton de Viña del Mar | 08.11.1934 |              |
| 8             | Jorge Toro         | Colo Colo               | 10.01.1939 |              |
| 17            | Mario Ortiz        | Colo Colo               | 28.01.1936 |              |
| Angriff       |                    |                         |            |              |
| 7             | Jaime Ramírez      | Universidad de Chile    | 14.08.1931 |              |
| 9             | Honorino Landa     | Unión Española          | 01.06.1942 |              |
| 10            | Alberto Fouillioux | Universidad Católica    | 22.11.1940 |              |
| 11            | Leonel Sánchez     | Universidad de Chile    | 25.04.1936 |              |
| 18            | Mario Moreno       | Colo Colo               | 31.12.1935 |              |
| 19            | Braulio Musso      | Universidad de Chile    | 08.03.1930 |              |
| 20            | Carlos Campos      | Universidad de Chile    | 14.02.1937 |              |
| 21            | Armando Tobar      | Universidad Católica    | 07.06.1938 |              |
| Trainer       |                    |                         |            |              |
|               | Fernando Riera     |                         | 27.06.1920 |              |

## Spiele der chilenischen Mannschaft

### Erste Runde
- Chile –  Schweiz 3:1 (1:1)

Stadion: Estadio Nacional (Santiago de Chile)
Zuschauer: 65.000
Schiedsrichter: Aston (England)
Tore: 0:1 Wüthrich (6.), 1:1 Sánchez (44.), 2:1 Sánchez (51.), 3:1 Ramírez (55.)
- Chile –  Italien 2:0 (0:0)

Stadion: Estadio Nacional (Santiago de Chile)
Zuschauer: 66.057
Schiedsrichter: Aston (England)
Tore: 1:0 Ramírez (73.), 2:0 Toro (87.)
- BR Deutschland –  Chile 2:0 (1:0)

Stadion: Estadio Nacional (Santiago de Chile)
Zuschauer: 67.224
Schiedsrichter: Davidson (Schottland)
Tore: 1:0 Szymaniak (21.) 11m, 2:0 Seeler (82.)
Gastgeber Chile spielte in der Vorrunde in der Gruppe 2 gegen Italien, Deutschland und die Schweiz.
Im ersten Gruppenspiel besiegte Chile nach nervösem Beginn und Rückstand durch den späteren Nürnberger Bundesligaspieler Rolf Wüthrich die Schweiz mit 3:1.
Am 2. Juni folgte in Santiago die als Skandalspiel in die WM-Annalen eingegangene Begegnung zwischen Chile und Italien. Dank einer katastrophalen Schiedsrichterleistung kamen die fast brutal zu Werke gehenden Gastgeber zu einem unverdienten 2:0-Sieg, wobei der Engländer Aston einseitig die Italiener benachteiligte, bei den Chilenen aber beide Augen mehrfach zudrückte. Zwei Italiener, Ferrini und David, wurden des Feldes verwiesen. Zu neunt hatten die Gäste keine Chance.
Erst beim 2:0 gegen Chile sahen die Zuschauer ein stark aufspielendes deutsches Team, das den gleichwertigen Gegner eigentlich nur in seiner Stärke im Abschluss überragte. Horst Szymaniak (23. per Elfmeter) und wieder Uwe Seeler (82.) trafen für das Herberger-Team. Beide Mannschaften qualifizierten sich für das Viertelfinale, während der 3:0-Erfolg über die Schweizer den Italienern nichts mehr nützte.

### Viertelfinale
| 17.268 | Estadio Carlos Dittborn (Arica) | Chile | Sowjetunion | Horn (Niederlande) | 2:1 (2:1) | 1:0 Sánchez (11.) 1:1 Tschislenko (26.) 2:1 Rojas (29.) |

Auch wenn der damals weltbeste Torhüter, Lew Jaschin aus der UdSSR, eine großartige Leistung zeigte, war Chile 2:1-Sieger in der Viertelfinal-Begegnung in Arica. Bereits nach 27 Minuten stand das Ergebnis dieser Partie vor gut 17.000 Besuchern fest.

### Halbfinale
| 76.500 | Estadio Nacional (Santiago de Chile) | Brasilien | Chile | Yamasaki (Peru) | 4:2 (2:1) | 1:0 Garrincha (9.) 2:0 Garrincha (32.) 2:1 Toro (42.) 3:1 Vavá (47.) 3:2 Sánchez (61.) 11m 4:2 Vavá (78.) |

Am 13. Juni trafen in Santiago Chile und Brasilien aufeinander. Das Spiel zog mit 76.594 Besuchern die meisten Zuschauer dieser WM an. Das parallel stattfindende Halbfinale zwischen Jugoslawien und der Tschechoslowakei sahen nur 5890 Zuschauer. Auch in dieser Partie zeigten die brasilianischen Ballzauberer ihr ganzes Können. Zweimal Vava und Garrincha machten alle Endspielträume Chiles zunichte, die ihrerseits durch Leonel Sánchez und Toro zu den Gegentreffern zum 2:4-Endstand kamen.

### Spiel um Platz 3
| 67.000 | Estadio Nacional (Santiago de Chile) | Chile | Jugoslawien | Gardeazábal (Spanien) | 1:0 (0:0) | 1:0 Rojas (90.) |

Im Spiel um den dritten Platz gewannen die Gastgeber durch ein Tor von Rojas gegen die Jugoslawen mit 1:0.